# Insurrección anarquista del Alto Llobregat
La insurrección anarquista del Alto Llobregat fue la primera de las tres insurrecciones llevadas a cabo por la CNT durante la Segunda República Española (la segunda fue la Insurrección anarquista de enero de 1933, durante la cual se produjeron los famosos sucesos de Casas Viejas, y la tercera la Insurrección anarquista de diciembre de 1933). Tuvo lugar entre el 19 y el 27 de enero de 1932 en los pueblos de la cuenca alta del río Llobregat y de su afluente el río Cardener (Cataluña) bajo el gobierno republicano-socialista presidido por Manuel Azaña.

## Desarrollo
Precedida por los sucesos de Castilblanco y los sucesos de Arnedo, comenzó el 19 de enero de 1932 cuando los mineros de la colonia de San Cornelio, en Fígols, iniciaron una huelga y se apoderaron de las armas del somatén y empezaron a patrullar por las calles para frenar así la previsible respuesta de la dirección de las minas. Algunos trabajadores más exaltados proclamaron el «comunismo libertario». El motivo eran las duras condiciones de trabajo en las minas, con largas jornadas y falta de seguridad en el fondo de los pozos, y también las expectativas que habían levantado los nuevos derechos de reunión y de asociación de la Constitución de 1931 recién aprobada que allí no se reconocían. El motivo inmediato fue la explosión de gas en una mina que causó la muerte a treinta mineros.
Al día siguiente el conflicto se había extendido a otras localidades del Alto Llobregat y del Cardener como Berga, Sallent, Cardona, Balsareny, Navarclés y Suria, donde pararon las minas y cerraron los comercios. En Manresa los piquetes de trabajadores impidieron el acceso a las fábricas y a los talleres. Las líneas telefónicas fueron cortadas. En muchos lugares las banderas republicanas fueron sustituidas por las banderas rojas y negras de la CNT. Ese mismo día un delegado del Comité Regional de la CNT proclamó en Fígols, delante del comité revolucionario creado por los mineros, que «el comunismo libertario había llegado», noticia que se difundió por toda la zona.
No hubo preparativos para la insurrección, aunque unos días antes delegados sindicales de Barcelona, conmocionados por lo sucedido en Jeresa, Épila y Arnedo hablaban de «ir a un movimiento general y revolucionario con todas sus consecuencias» —uno de los delegados lo justificó diciendo: «Llega el momento de lanzarnos a la lucha para reivindicar todos nuestros derechos y poder conseguir la libertad del Pueblo que tan ignominiosamente nos la ha arrebatado el gobierno actual»; «cuando a un pueblo le quitan los gobiernos la libertad y sufren hambre por añadidura, todos los momentos son propicios para hacer la revolución», dijo otro delegado—. Lo cierto fue que en cuanto el Comité Regional de la CNT en Cataluña tuvo conocimiento de lo que estaba ocurriendo acordó, «ante el hecho consumado», «hacer suyo el movimiento de Fígols y que la Comarcal de Manresa a Berga lo extienda con toda la intensidad que el caso requiera».
Al día siguiente, 21 de enero, Manuel Azaña declaraba ante las Cortes: «A mí no me espanta que haya huelgas… porque es un derecho reconocido por la ley», pero nadie puede ponerse «en actitud de rebeldía contra la República» y frente a los «desmanes» la fuerza militar tenía la obligación de intervenir. Así, el día 22 de enero llegaban a Manresa las primeras unidades militares procedentes de Zaragoza, Lérida, Gerona y Barbastro y el 23 ya habían ocupado todos los pueblos de la zona excepto Fígols, donde entraron el día 24. Los mineros habían volado el polvorín y habían huido por las montañas. El orden fue restablecido y los mineros despedidos. Los vecinos de Fígols que se habían opuesto a la insurrección colaboraron en la represión.

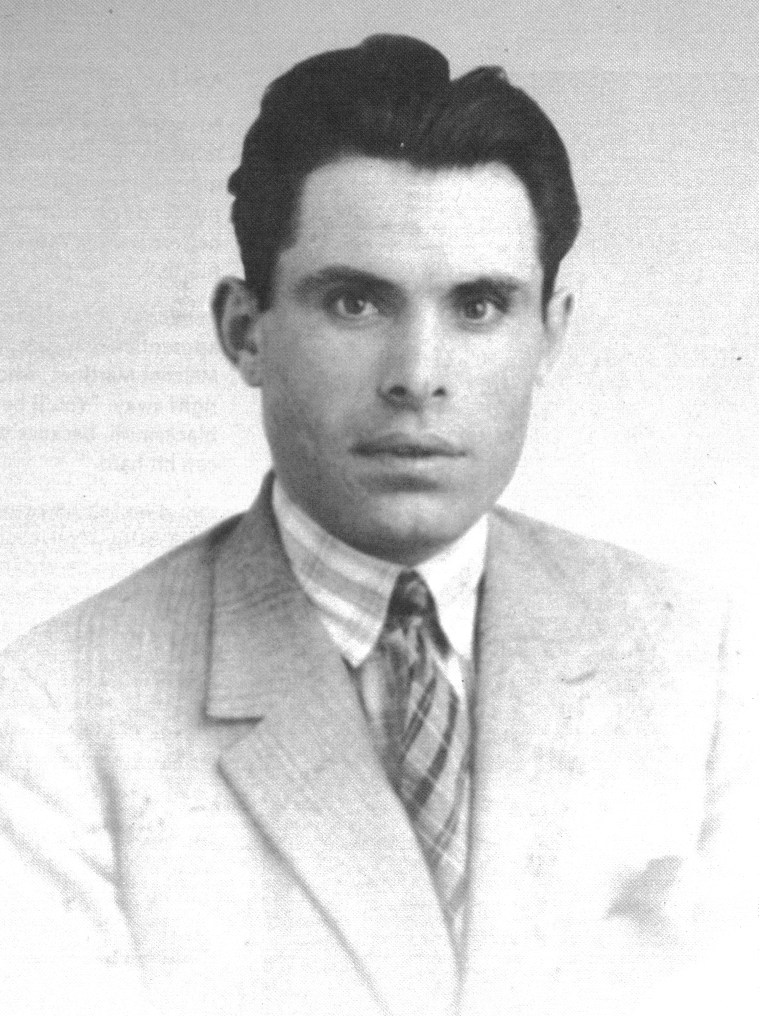
Buenaventura Durruti. Deportado a Villa Cisneros en aplicación de la Ley de Defensa de la República.

El día 23 cuando ya solo Fígols permanecía en poder de los insurrectos, el Comité Nacional de la CNT acordó «dar la orden de paro en toda España, aceptándola con todas sus consecuencias». Sin embargo solo en algunos pueblos aislados de Valencia y de Aragón la siguieron. En Binéfar y Belver de Cinca (Huesca) se declaró la huelga general con cierres de comercios y cortes de las líneas telefónicas y del ferrocarril. En Alcorisa (Teruel) los insurrectos colocaron dos bombas en el cuartel de la Guardia Civil, y en Castel de Cabra, los revoltosos se apoderaron «del Ayuntamiento, destruyeron el Registro fiscal y todos los documentos que había en el archivo de la secretaría municipal», según informó un periódico —el gobernador civil de Zaragoza definió la situación en esta localidad de «proclamación de la República soviética»—. Tropas de infantería enviadas desde Barcelona al mando del general Batet y desde Zaragoza acabaron con los disturbios. El día 27 de enero la primera insurrección anarquista contra la República había acabado.

## Consecuencias
Hubo muchos detenidos y todos los centros de la CNT de las comarcas afectadas fueron cerrados. El Comité Regional de la CNT protestó por la represión y lanzó la siguiente amenaza: «Esto nos hace pensar en que tal vez sea preferible, cuando la ocasión nos lo depare, actuar violentamente, ya que está bien demostrado que ser bueno ante el malo es como echar margaritas a los puercos, y nos expone a salir siempre malparados». El periódico donde se publicó ese comunicado, Cultura y Acción fue clausurado y no volvió a reaparecer hasta la primavera de 1936. El diario Solidaridad Obrera estuvo suspendido entre el 22 de enero y el 4 de marzo.
Sin embargo, la medida represiva que mayor impacto tuvo fue la decisión del gobierno de aplicar la Ley de Defensa de la República a un centenar de detenidos que fueron deportados a las colonias de África, en lo que fue conocido como el «affaire» de las deportaciones. El 22 de enero, cuando las tropas ocupaban Manresa, en Barcelona eran detenidos varios militantes anarquistas, entre los que se encontraban los hermanos Francisco Ascaso y Domingo Ascaso, Buenaventura Durruti y Tomás Cano Ruiz. Fueron trasladados al buque de vapor Buenos Aires, anclado en el puerto. Cuatro días después ya había más de 200 detenidos en el buque. El día 28 un centenar de los deportados iniciaron una huelga de hambre en señal de protesta y redactaron un manifiesto denunciando su indefensión. Algunos consiguieron salir pero el 10 de febrero el Buenos Aires zarpaba del puerto de Barcelona con 104 detenidos a bordo. Tras recoger a otros detenidos en Cádiz, el barco pasó por Canarias, Fernando Poo y finalmente recaló en Villa Cisneros el 3 de abril. En la travesía algunos de los presos habían enfermado de gravedad, uno de ellos murió, y otros fueron liberados. Los últimos deportados regresaron a la Península en septiembre. Con este «affaire» de los deportados el enfrentamiento entre la CNT y el gobierno republicano-socialista se radicalizó aún más.
La CNT organizó una gran campaña de «protesta por las deportaciones» que culminó con la convocatoria de una huelga general de veinticuatro horas para el 15 de febrero. En Zaragoza hubo choques violentos con las fuerzas de orden público que causaron cuatro muertos y quince heridos. Para «pedir clemencia para los deportados del Buenos Aires», el secretario general de la CNT Angel Pestaña (del sector moderado) se entrevistó, junto con otros miembros de la dirección de la organización, con el ministro de la Gobernación Santiago Casares Quiroga y con el presidente del gobierno Manuel Azaña. Este último les hizo responsables de la duración del castigo: «Si hay paz duradera podrá acortarse el confinamiento», les dijo. Azaña anotó en su diario: «[Pestaña parecía] muy quebrantado. Su situación es difícil entre los revolucionarios. Por otra parte estará contento de que se haya librado del predominio de los pistoleros». Lo cierto es que Pestaña dimitió al mes siguiente como secretario del Comité Nacional de la CNT.
La insurrección y sobre todo el «affaire» de la deportaciones había sido utilizado por la FAI para criticar a la dirección de la CNT a la que acusaron de pasiva (por no haber dado la orden de un levantamiento general) y de contemporizadora al no atacar duramente a las autoridades represivas. El periódico anarquista de Madrid La Tierra hizo un amplio seguimiento del «affaire» de las deportaciones.